# Timar (Osmansko cesarstvo)
Timar je bila v Osmanskem cesarstvu zemljiška posest (fevd), ki je prinašal 20.000 akč (srebrnikov) letnega dohodka. Lastnik posesti je bila država, zato je imel izključno pravico za njihovo delitev sultan. Zakupnik posesti – timarski spahija (sahibi-timar ali timariot)  – je moral v zameno za uporabo posesti osebno opravljati vojaško službo, kadar je bilo potrebno, na vsakih 3.000 akč letnega dohodka  pa je moral zagotoviti še enega konjenika. Timariot ni bil lastnik posesti in je ni mogel odtujiti ali prodati, ampak  je od nje dobival samo rento. 
Timarje so ukinili leta 1834.